# Pequod Edizioni
Pequod Edizioni, originariamente scritto peQuod, è stata una casa editrice fondata nel 1998 ad Ancona da Antonio Rizzo e Marco Monina, fratello del giornalista e scrittore Michele Monina. Dopo un fallimento il catalogo è stato riacquisito da parte dei fondatori nel 2009 .
Negli Anni Novanta ha scoperto molti autori allora giovani (Michele Monina, Diego De Silva, Giuseppe Genna, Flavio Santi) che sono poi transitati a grandi case editrici dopo aver ottenuto in breve tempo vendite significative per una piccola casa editrice, come le 9000 copie de Il mondo senza di me di Marco Mancassola, oltre a dare spazio ad autori già consacrati ma tenuti ai margini dei giri del mercato, come Gilberto Severini, Enzo Siciliano, Alessandro Tamburini, Ferruccio Parazzoli e Claudio Piersanti. Anche negli Anni 2000, alcuni suoi autori si aggiudicano riconoscimenti per esordienti, come il premio Mondello, mentre tra i libri pubblicati con autori in catalogo affermati  si ricorda il Premio Viareggio per Vincenzo Pardini, il Premio del Giovedì Marisa Rusconi per Diego De Silva e il romanzo di Flaminia Petrucci finalista al Premio Strega.
peQuod ha pubblicato 215 titoli.

## Storia
peQuod si occupa sia della pubblicazione di inediti che della riedizione di classici,  nell'ambito della narrativa, della poesia e della saggistica. La dichiarazione di intenti della casa editrice recita: "Pequod navigherà in mare aperto, alla ricerca, tra recuperi e inediti, delle scritture di qualità". Nome e dichiarazione di intenti si ispirano all'omonimo vascello del Moby Dick che viene così descritto nel romanzo di Herman Melville: "una nave della vecchia scuola, piuttosto piccola... Stagionata e tinta dalle intemperie di tutti e quattro gli oceani".
La casa editrice peQuod (come anche la casa editrice Transeuropa) nasce dall'esperienza dei suoi fondatori nel contesto de Il lavoro editoriale, casa editrice fondata ad Ancona nel 1979 e focalizzata sia su opere di interesse regionale che su nuovi autori italiani. Il nome "pequod" nasce infatti come collana de Il Lavoro editoriale-Transeuropa nel 1996.
Nel 1998, come rimborso del lavoro svolto, Monina, impiegato presso Transeuropa, chiede a Massimo Canalini di cedere la sigla editoriale "pequod" per riutilizzarla come casa editrice indipendente . Il nome diventa "peQuod", con "p" minuscola e "Q" maiuscola, e Antonio Rizzo si affianca a Monina. L'attività comincia coinvolgendo autori con cui si erano stabiliti rapporti di fiducia negli anni di attività nel Lavoro Editoriale, come Diego De Silva, e con autori marchigiani, come Claudio Piersanti, Michele Monina.
Diversi autori, negli anni novanta, utilizzano peQuod come trampolino per transitare a case editrici maggiori, come Mondadori, Rizzoli, Einaudi, Feltrinelli: il catalogo peQuod è stato “saccheggiato” dagli editori più grandi .
Per l'attività svolta negli anni '90 con gli esordienti, la casa editrice peQuod viene menzionata in un articolo su La Repubblica come "prima casa editrice italiana a puntare sugli scrittori esordienti" .
In questi anni, peQuod svolge anche attività da agenzia letteraria. Ad esempio, Il mondo senza di me di Marco Mancassola, dopo aver venduto circa 9000 copie nel 2001 col marchio Pequod è stato proposto da Monina ad Antonio Riccardi, che dirigeva gli Oscar Mondadori. Dice Monina, ricordando l'evento: "Hanno fatto subito il contratto e ne hanno vendute 30.000 coppie. Mancassola è poi passato alla Rizzoli."
La vocazione alla scoperta di talenti viene consacrata anche negli anni successivi, con l'assegnazione del Premio Mondello per l'opera prima a Carlo Carabba, per il romanzo Gli anni della pioggia, edito da Pequod nel 2008. Nel medesimo anno, in un articolo sull'editoria in Italia de Il Giornale, il critico Ermanno Paccagnini dichiara: "è innegabile che le proposte più interessanti negli ultimi tempi le ho trovate tutte nelle piccole sigle: Il Maestrale appunto, e poi Hacca, Pequod, Minimum Fax, Fazi..." Nello stesso articolo, Filippo La Porta ribadisce "Se un autore vale, trova sempre qualcuno che lo pubblica: se non sono i grandi marchi c'è la collana Nichel di Minimum Fax o Evasioni di Gaffi, poi c'è Fazi, c'è Perrone, Coniglio, Pequod..."
Il catalogo peQuod non comprende solo esordienti. Comprende anche autori già consacrati ma abbandonati dalle grandi case editrici perché non garantiscono alti numeri di vendita, come Gilberto Severini, Enzo Siciliano, Alessandro Tamburini, Ferruccio Parazzoli e Claudio Piersanti. Un ulteriore esempio è Vincenzo Pardini, partito negli anni Ottanta con Mondadori e poi dimenticato a causa della sua prosa delicatamente cesellata, in controtendenza.
Nel 2005, il libro Tra uomini e lupi di Vincenzo Pardini, edito da peQuod, si aggiudica il titolo di "Un libro d'inverno" bandito dal Premio Viareggio. Monina ricorda di aver contattato Pardini dopo aver letto su Tuttolibri della difficoltà dell'autore nel trovare un grosso editore per i suoi nuovi romanzi, dicendogli: "Sono della peQuod e capisco che le possa suonare quasi offensivo, ma se me lo vuole far leggere..."
Dopo alcuni anni di attività come casa editrice indipendente, nel 2002 la distribuzione Vivalibri entra nella società. Tuttavia, dopo appena un anno si presentano difficoltà economiche e una quantità crescente di quote viene ceduta a Vivalibri da Monina e Rizzo. In questo periodo il problema di liquidità diventa rilevante, tanto che nel 2010 Pequod viene condannata con sentenza di primo grado a pagare le royalties non versate a Sciltian Gastaldi nel 2004, 2005 e 2006 per Angeli da un’ala soltanto.

### La rinascita della casa editrice con il nome "Italic"
Nel 2009, dopo il fallimento, Rizzo e Monina riacquisiscono il catalogo e aprono una nuova casa editrice indipendente (Italic & Pequod). Con la nascita di Italic, il nome "pequod" viene conservato per la collana dedicata  alla ricerca di talenti. Italic prende il nome dal carattere tipografico, il corsivo, inventato da Aldo Manuzio. La  casa editrice pubblica così alcuni testi di rilievo (come Undici decimi di Alessio Torino che si aggiudica il Premio Bagutta per l'opera prima e la pubblicazione di alcuni autori storici di peQuod, incluso Enzo Siciliano) e continua la sua attività editoriale.

## La narrativa
L'esordio ufficiale di peQuod è con Furibonde giornate senza atti d'amore di Michele Monina, a cui segue Congedo ordinario di Gilberto Severini.
peQuod vanta la scoperta di scrittori come Mario Desiati, Diego de Silva, Giuseppe Genna, Paolo Agaraff, oltre alla presenza in catalogo di autori quali Enzo Siciliano, Claudio Piersanti, Gilberto Severini, Ferruccio Parazzoli, Sciltian Gastaldi, Massimiliano Parente, Vincenzo Pardini.
Tra i libri di maggior successo si ricordano Gli anni della pioggia di Carlo Carabba (Premio Mondello), Tra uomini e lupi di Vincenzo Pardini  (Premio Viareggio),  Il mondo senza di me di Marco Mancassola , La donna di scorta di Diego De Silva (Premio del Giovedì Marisa Rusconi), Uova di Luce di Flaminia Petrucci (finalista al Premio Strega).
Nei primi Anni 2000, peQuod dà spazio anche alla narrativa di genere. Si ricordano in particolare Sangue sintetico, antologia del cyberpunk italiano a cura di Roberto Sturm, e due romanzi di Paolo Agaraff (la sceneggiatura tratta da Il sangue non è acqua si aggiudica il premio La maschera e il volto).

## La poesia
Sin dall'esordio, peQuod ha sempre avuto una collana dedicata alla poesia, che raccoglie le opere di alcuni autori quali Luigi Di Ruscio, Francesco Scarabicchi e Roberto Deidier.